# Colin Blunstone

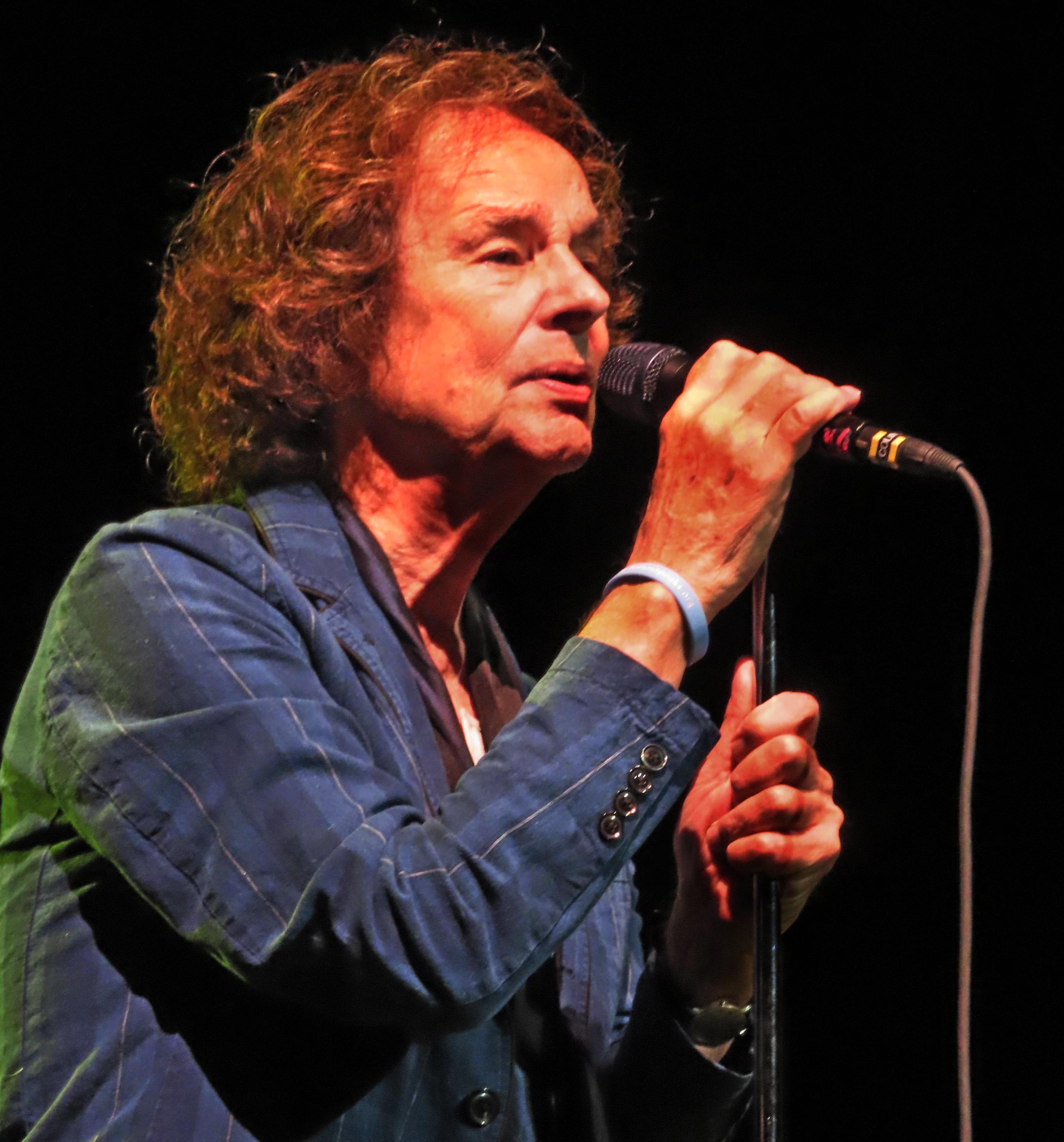
Colin Blunstone, 2019

Colin Edward Michael Blunstone (* 24. Juni 1945 in Hatfield, England) ist ein britischer Rock- und Pop-Sänger. Bekannt wurde er in den 1960er Jahren als Sänger der Rockband The Zombies. Nach deren Auflösung erschienen 1969 drei Singles  von ihm unter dem Pseudonym Neil MacArthur. Zwischen 1971 und 2009 veröffentlichte Blunstone neun Soloalben und war an zahlreichen Alben anderer Künstler beteiligt. Unter anderem arbeitete er mit Alan Parsons (z. B. bei dem Titel Old and Wise) und Mike Batt zusammen. Seit Beginn der 1990er Jahre veröffentlicht und tourt er auch wieder mit den Zombies.

## Diskografie
- One Year (1971)
- Ennismore (1972)
- Journey (1974)
- Planes (1977)
- Never Even Thought (1978)
- Late Nights In Soho (1979)
- Echo Bridge (1995)
- The Light Inside (1998)
- The Ghost of You and Me (2009)
- On the Air Tonight (2012)